# 高松町 (石川県)
高松町（たかまつまち）は、かつて石川県河北郡に属していた町。2000年国勢調査における金沢市への通勤率は20.9%だった。
2004年（平成16年）3月1日に宇ノ気町、七塚町と合併しかほく市になった。

## 地理
石川県の中部にあり、日本海に面していた。

## 歴史
- 1889年（明治22年）4月1日 - 町村制の施行により、河北郡高松村、内高松村および高松新村の区域をもって高松村が発足。
- 1907年（明治40年）8月10日 - 金津谷村と合併し、改めて高松村が発足。
- 1922年（大正11年）8月1日 - 町制施行して高松町になる。
- 1947年（昭和22年）10月29日 - 昭和天皇の戦後巡幸。砂丘地の農業を視察[1]。
- 1950年（昭和25年）4月1日 - 旧・金津谷村の若緑を除く5大字（横山、上田名、谷、笠島および余地）の区域が分立し、河北郡金津村が発足。
- 1954年（昭和29年）7月15日 - 羽咋郡南大海村と合併し、改めて河北郡高松町が発足。高松新は長柄町と改称。
- 2004年（平成16年）3月1日 - 七塚町および宇ノ気町と合併しかほく市となる。

## 行政

### 歴代高松町長・高松村長
| 歴代高松村長（1889年ー1907年） | 歴代高松村長（1889年ー1907年） | 歴代高松村長（1889年ー1907年） | 歴代高松村長（1889年ー1907年） | 歴代高松村長（1889年ー1907年） | 歴代高松村長（1889年ー1907年） |
| 代                             | 人                             | 氏名                           | 就任                           | 退任                           | 備考                           |
| ------------------------------ | ------------------------------ | ------------------------------ | ------------------------------ | ------------------------------ | ------------------------------ |
| 1                              | 1                              | 喜多北二                       | 1889年（明治22年）5月21日      | 1889年（明治22年）6月21日      |                                |
| 2                              | 2                              | 浅野順平                       | 1889年（明治22年）6月29日      | 1890年（明治23年）5月29日      |                                |
| 3                              | 3                              | 仁科其吉                       | 1890年（明治23年）11月5日      | 1894年（明治27年）11月28日     |                                |
| 4                              | 3                              | 仁科其吉                       | 1894年（明治27年）12月3日      | 1895年（明治28年）9月26日      |                                |
| 5                              | 4                              | 安田綿吾                       | 1896年（明治29年）3月26日      | 1897年（明治30年）12月23日     |                                |
| 6                              | 5                              | 真田弥次兵衛                   | 1898年（明治31年）8月9日       | 1902年（明治35年）7月13日      |                                |
| 7                              | 6                              | 羽田甚五郎                     | 1902年（明治35年）8月29日      | 1906年（明治39年）8月28日      |                                |
| 8                              | 6                              | 羽田甚五郎                     | 1906年（明治39年）8月29日      | 1906年（明治39年）10月7日      |                                |
| 9                              | 7                              | 宗広文治                       | 1906年（明治39年）10月24日     | 1907年（明治40年）8月9日       |                                |
| 歴代高松村長（1907年ー1922年） |                                |                                |                                |                                |                                |
| 代                             | 人                             | 氏名                           | 就任                           | 退任                           | 備考                           |
|                                |                                | 宗広文治                       | 1907年（明治40年）8月10日      | 1907年（明治40年）10月26日     | 事務取扱                       |
|                                |                                | 金子喜一                       | 1907年（明治40年）11月7日      | 1907年（明治40年）12月26日     | 事務管掌                       |
| 1                              | 1                              | 羽田甚五郎                     | 1908年（明治41年）2月13日      | 1912年（明治45年）2月12日      |                                |
| 2                              | 2                              | 宗広文治                       | 1912年（明治45年）2月13日      | 1913年（大正2年）12月15日      |                                |
| 3                              | 3                              | 小森富勝                       | 1914年（大正3年）3月18日       | 1918年（大正7年）3月10日       |                                |
| 4                              | 3                              | 小森富勝                       | 1918年（大正7年）5月28日       | 1919年（大正8年）1月31日       |                                |
| 5                              | 4                              | 駒井松太郎                     | 1919年（大正8年）3月12日       | 1920年（大正9年）5月31日       |                                |
| 6                              | 4                              | 駒井松太郎                     | 1920年（大正9年）9月28日       | 1921年（大正10年）1月20日      |                                |
| 7                              | 5                              | 丹羽菊太郎                     | 1921年（大正10年）7月23日      | 1922年（大正11年）7月31日      |                                |
| 歴代高松町長（1922年ー1954年） |                                |                                |                                |                                |                                |
| 代                             | 人                             | 氏名                           | 就任                           | 退任                           | 備考                           |
| 1                              | 1                              | 丹羽菊太郎                     | 1922年（大正11年）8月1日       | 1923年（大正12年）7月20日      |                                |
| 2                              | 2                              | 羽田三郎                       | 1923年（大正12年）8月4日       | 1927年（昭和2年）8月3日        |                                |
| 3                              | 2                              | 羽田三郎                       | 1927年（昭和2年）8月23日       | 1931年（昭和6年）8月11日       |                                |
| 4                              | 3                              | 駒井松太郎                     | 1931年（昭和6年）10月5日       | 1935年（昭和10年）10月4日      |                                |
| 5                              | 3                              | 駒井松太郎                     | 1935年（昭和10年）10月5日      | 1939年（昭和14年）10月4日      |                                |
| 6                              | 3                              | 駒井松太郎                     | 1939年（昭和14年）10月5日      | 1939年（昭和14年）11月10日     |                                |
| 7                              | 4                              | 鶴見宗太郎                     | 1939年（昭和14年）12月25日     | 1942年（昭和17年）3月11日      |                                |
| 8                              | 5                              | 丸山平次                       | 1942年（昭和17年）4月5日       | 1944年（昭和19年）5月6日       |                                |
| 9                              | 6                              | 小松成                         | 1944年（昭和19年）5月16日      | 1946年（昭和21年）11月11日     |                                |
| 10                             | 7                              | 香林源次                       | 1947年（昭和22年）4月14日      | 1949年（昭和24年）2月14日      |                                |
| 11                             | 8                              | 丹羽又平                       | 1949年（昭和24年）4月1日       | 1951年（昭和26年）3月30日      |                                |
| 12                             | 9                              | 山口弥太郎                     | 1951年（昭和26年）4月24日      | 1953年（昭和28年）8月10日      | 在職中死去                     |
| 13                             | 10                             | 神保由雄                       | 1953年（昭和28年）9月24日      | 1954年（昭和29年）7月14日      |                                |
| 歴代高松町長（1954年ー2004年） |                                |                                |                                |                                |                                |
| 代                             | 人                             | 氏名                           | 就任                           | 退任                           | 備考                           |
| 1                              | 1                              | 神保由雄                       | 1954年（昭和29年）8月18日      | 1958年（昭和33年）8月17日      |                                |
| 2                              | 2                              | 梶政野                         | 1958年（昭和33年）8月18日      | 1962年（昭和37年）8月17日      |                                |
| 3                              | 3                              | 桜井菊雄                       | 1962年（昭和37年）8月18日      | 1966年（昭和41年）8月17日      |                                |
| 4                              | 4                              | 中谷末宣                       | 1966年（昭和41年）8月18日      | 1970年（昭和45年）8月17日      |                                |
| 5                              | 4                              | 中谷末宣                       | 1970年（昭和45年）8月18日      | 1974年（昭和49年）8月17日      |                                |
| 6                              | 4                              | 中谷末宣                       | 1974年（昭和49年）8月18日      | 1978年（昭和53年）8月17日      |                                |
| 7                              | 4                              | 中谷末宣                       | 1978年（昭和53年）8月18日      | 1982年（昭和57年）8月17日      |                                |
| 8                              | 5                              | 長柄朝                         | 1982年（昭和57年）8月18日      | 1986年（昭和61年）8月17日      |                                |
| 9                              | 5                              | 長柄朝                         | 1986年（昭和61年）8月18日      | 1990年（平成2年）8月17日       |                                |
| 10                             | 6                              | 多々見與志雄                   | 1990年（平成2年）8月18日       | 1992年（平成4年）6月18日       | 在職中死去                     |
| 11                             | 7                              | 香林繁男                       | 1992年（平成4年）8月9日        | 1996年（平成8年）8月8日        |                                |
| 12                             | 7                              | 香林繁男                       | 1996年（平成8年）8月9日        | 2000年（平成12年）8月8日       |                                |
| 13                             | 8                              | 城村孝一郎                     | 2000年（平成12年）8月9日       | 2004年（平成16年）2月29日      |                                |

- 町長 - 城村 孝一郎（きむら・こういちろう）

## 教育
町内に高等学校はない。

### 大学
- 石川県立看護大学

### 中学校
- 高松町立高松中学校

### 小学校
- 高松町立大海小学校
- 高松町立高松小学校

## 交通

### 鉄道
- JR西日本
  - 七尾線：高松駅

### 道路
- 高速道路
  - のと里山海道高松IC - 県立看護大IC - 高松SA
- 一般国道
  - 国道159号
  - 国道471号
- 主要地方道
  - 石川県道59号高松津幡線

## 娯楽
- 高松劇場

## 出身有名人
- 小川半次 - 政治家。
- 多々見良三 - 医師・政治家。舞鶴市長。
- 鶴彬 - 川柳作家。町内に句碑がある。
- 谷口貴都 - ローマ法学者。